# Europäischer Filmpreis/Bester Dokumentarfilm
Der Europäische Filmpreis für den besten europäischen Dokumentarfilm (European Film Academy Documentary) bzw. den besten Dokumentarregisseur wird seit 1989 jährlich vergeben. Zwischen 1996 und 2011 wurde die Auszeichnung in Zusammenarbeit mit dem deutsch-französischen Fernsehsender Arte vergeben, weshalb der Preis in dieser Zeit auch unter der Bezeichnung „Prix Arte“ bekannt war.
Alle Nominierten sind angeführt, der Sieger steht jeweils hervorgehoben an erster Stelle.

## 1980er Jahre
1989
Recsk 1950-1953 – Géza Böszörményi & Lívia Gyarmathy

## 1990er Jahre
1990
Šķērsiela (The Crossroad) – Ivars Seleckis (Lettland)

1991
Uslyszcie moj krzyk (Hear My Cry) – Maciej Janusz Drygas

1992
Neregiu zeme – Audrius Stonys

1993
Det sociala arvet (Misfits To Yuppies) – Stefan Jarl

1994
Saga-Group Sarajevo

1995
Jens Meurer

1996
Jerzy Sladkowski & Stanislav Krzeminski

1997
Gigi, Monica… et Bianca – Benoit Dervaux, Jean-Pierre und Luc Dardenne

1998
Claudio Pazienza

1999
Buena Vista Social Club – Wim Wenders, Road Movies
Herr Zwilling und Frau Zuckermann – Volker Koepp, Vineta Film
La Chaconne d’Auschwitz – Michel Daeron, Les Films d’Ici
La commission de la Verite – André van In, Archipel 33
Mein liebster Feind – Werner Herzog, Werner Herzog Filmproduktion
Mobutu, Roi du Zaire – Thierry Michel, Les Films de la Passerelle
Pripyat – Nikolaus Geyrhalter, Nikolaus Geyrhalter Filmproduktion

## 2000er Jahre
2000
Die Sammler und die Sammlerin (Les Glaneurs et la Glaneuse) – Agnès Varda, Ciné Tamaris
Calle 54 – Fernando Trueba, Cinétévé, Fernando Trueba P.C. / SGAE / Arte France Cinéma
Goulag – Iossif Pasternak & Hélène Châtelain, 13 Production / Arte, France
Heimspiel – Pepe Danquart, Quinte Film / Arte / Goethe-Institut
Ouvrieres du Monde (Working Women of the World) – Marie-France Collard, Latitudes Production/Movimento Production/Arte Belgique/RTBF/WIP/CRRAV
Ein Tag im September (One Day in September) – Kevin Macdonald, Passion Munich Ltd / Danvalley Film AG

2001
Black Box BRD – Andres Veiel
Casting – Emmanuel Finkiel
Elegia Dorogi (Elegy of a Voyage) – Alexander Sokurow
Heftig & Begeistert – Knut Erik Jensen
Jotilaat (The Idle Ones) – Susanna Helke & Virpi Suutari
Super 8 Stories by Emir Kusturica – Deutschland/Italien

2002
Sein und Haben – Nicolas Philibert
Alles über meinen Vater (Alt om min far) – Even Benestad
Clown in'Kabul – Enzo Balestrieri & Stefano Moser
Federico Fellini – Sono un gran Bugiardo (I'm a Born Liar) – Damian Pettigrew
Im toten Winkel – Hitlers Sekretärin – André Heller & Othmar Schmiderer
Nomaden der Lüfte – Das Geheimnis der Zugvögel (Le Peuple migrateur) – Jacques Perrin, Jacques Cluzaud & Michel Debats
Lost in La Mancha – Keith Fulton & Louis Pepe
Missing Allen – The Man Who Became a Camera – Christian Bauer
Muraren (The Bricklayer) – Stefan Jarl

2003
S21, La Machine de Mort Khmere Rouge – Rithy Panh
Chia e tazi pesen? (Whose is this song?) – Adela Peewa
De Fem Benspaend (The Five Obstructions) – Jørgen Leth & Lars von Trier
Essen, Schlafen, Keine Frauen – Heiner Stadler
L’Odyssée de l’espece (A Species Odyssey) – Jacques Malaterre
The Day I Will Never Forget – Kim Longinotto
Die Geschichte vom weinenden Kamel – Byambasuren Davaa & Luigi Falorni
Tishe! (Hush!) – Victor Kossakovsky

2004
Darwins Alptraum (Darwin’s Nightmare) – Hubert Sauper
Aileen: Life and Death of a Serial Killer – Nick Broomfield & Joan Churchill
Die Spielwütigen – Andres Veiel
La Pelota vasca. La piel contra la piedra – Julio Medem
Le Monde selon Bush  – William Karel
Mahssomim – Yoav Shamir
The last Victory – John Appel
Touch the Sound – Thomas Riedelsheimer

2005
Un Dragon dans les eaux pures du Caucase (The Pipeline Next Door) – Nino Kirtadzé
Am seidenen Faden – Katarina Peters
The Devil's Miner – Berg des Teufels – Richard Ladkani & Kief Davidson
Leiputrija (Dreamland) – Laila Pakalnina
Melodias – François Bovy
Vor dem Flug zur Erde (Prieš parskrendant į Žemę) – Arūnas Matelis
Repetitiones (Rehearsals) – Michal Leszczylowski & Gunnar Källström
The Swenkas – Jeppe Rønde
Ungdommens Råskap (Raw Youth) – Margreth Olin
Viva Zapatero! – Sabina Guzzanti
Workingman’s Death – Michael Glawogger

2006
Die große Stille – Regie: Philip Gröning
37 Arten ein Schaf zu nutzen (37 Uses for a Dead Sheep) – Regie: Ben Hopkins
Dreaming By Numbers – Regie: Anna Bucchetti
La Casa de mi Abuela – Regie: Adan Aliaga
Maradona, un gamin en or – Regie: Jean-Christophe Rosé
The Cemetery Club (Moadon Beit Hakvarot) – Regie: Tali Shemesh
Rybak i Tantsovshitsa – Regie: Waleri Solomin
Unser täglich Brot – Regie: Nikolaus Geyrhalter

2007
Le papier ne peut pas envelopper la braise – Regie: Rithy Panh
Heimatklänge – Regie: Stefan Schwietert
Am Limit – Regie: Pepe Danquart
Belarusian Waltz – Regie: Andrzej Fidyk
Forever – Regie: Heddy Honigmann
Malon 9 Kohavim  – Regie: Ido Haar
Ou est l'amour dans la palmeraie? – Regie: Jérôme Le Maire
Radzvod po Albanski – Regie: Adela Peewa
The Monastery – Regie: Pernille Rose Groenkjaer

2008
René – Regie: Helena Třeštíková
Durakovo – Das Dorf der Narren (Durakovo: Le village des fous) – Regie: Nino Kirtadze
Fados – Regie: Carlos Saura
Kinder. Wie die Zeit vergeht. – Regie: Thomas Heise
La Mère – Regie: Antoine Cattin und Pawel Kostomarow
Man on Wire – Der Drahtseilakt (Man on Wire) – Regie: James Marsh
Das Wunder der Anden (Naufragés des Andes) – Regie: Gonzalo Arijón
Obcan Václav Havel – Regie: Miroslav Janek und Pavel Koutecký
Pyhän kirjan varjo – Regie: Arto Halonen
The Dictator Hunter – Regie: Klaartje Quirijns

2009
Das Summen der Insekten – Regie: Peter Liechti
Below Sea Leven – Regie: Gianfranco Rosi
BURMA VJ: Reporter i et lukket land – Regie: Anders Østergaard
Cooking History – Regie: Péter Kerekes
Les damnés de la mer – Regie: Jawad Rhalib
Die Frau mit den 5 Elefanten – Regie: Vadim Jendreyko
Defamation (Hashmatsa) – Regie: Yoav Shamir
Das Herz von Jenin – Regie: Leon Geller und Marcus Vetter
Pianomania – Regie: Lilian Franck und Robert Cibis
Die Strände von Agnès (Les plages d’Agnès) – Regie: Agnès Varda

## 2010er Jahre
2010
Nostalgie des Lichts (Nostalgia de la luz) – Regie: Patricio Guzmán
Camp Armadillo – Regie: Janus Metz Pedersen
Was Männer sonst nicht zeigen (Miesten vuoro) – Regie: Joonas Berghäll und Mika Hotakainen

2011
Pina – Regie: Wim Wenders
Stand van de Sterren – Regie: Leonard Retel Helmrich
¡Vivan las antipodas! – Regie: Victor Kossakovsky

2012
Winternomaden (Hiver Nomade) – Regie: Manuel von Stürler (Schweiz)
London – The Modern Babylon – Regie: Julien Temple (Vereinigtes Königreich)
Le thé ou l'électricité (Tea or Electricity) – Regie: Jérôme le Maire (Belgien, Frankreich, Marokko)

2013
The Act of Killing – Regie: Joshua Oppenheimer (Dänemark, Norwegen, Vereinigtes Königreich)
Das fehlende Bild (L’image manquante) – Regie: Rithy Panh
L’escale – Regie: Kaveh Bakhtiari

2014
Master of the Universe – Regie: Marc Bauder (Deutschland, Österreich)
I kærlighedens navn – Regie: Jon Bang Carlsen (Dänemark)
Of Men and War – Regie: Laurent Bécue-Renard (Frankreich, Schweiz)
Das andere Rom (Sacro GRA) – Regie: Gianfranco Rosi (Italien)
Waiting for August – Regie: Teodora Ana Mihai (Belgien)
We Come as Friends – Regie: Hubert Sauper (Österreich)

2015
Amy – Regie: Asif Kapadia (Vereinigtes Königreich)
A Syrian Love Story – Regie: Sean McAllister (Vereinigtes Königreich)
Dancing with Maria – Regie: Ivan Gergolet (Italien, Argentinien, Slowenien)
The Look of Silence – Regie: Joshua Oppenheimer (Dänemark, Norwegen, Indonesien)
Toto and his Sisters (Toto şi surorile lui) – Regie: Alexander Nanau (Rumänien, Ungarn)

2016
Seefeuer (Fuocoammare) – Regie: Gianfranco Rosi (Italien, Frankreich)
21 x Nowy Jork – Regie: Fredrik Gertten, Magnus Gertten, Jesper Osmund (Schweden, Niederlande, Italien)
A Family Affair – Regie: Tom Fassaert (Niederlande, Belgien)
Mr. Gaga – Regie: Tomer Heymann (Israel, Schweden, Deutschland, Niederlande)
The Land of the Enlightened – Regie: Pieter-Jan de Pue (Belgien, Niederlande, Deutschland, Irland)
S Is for Stanley (Trent'anni dietro al volante per Stanley Kubrick) – Regie: Alex Infascelli (Italien)

2017
Kommunion (Komunia) – Regie: Anna Zamecka (Polen)
Austerlitz – Regie: Sergei Loznitsa (Deutschland)
The Good Postman – Regie: Tonislaw Christow (Finnland, Bulgarien)
Mein Leben – Ein Tanz (La Chana) – Regie: Lucija Stojevic (Spanien, Island, USA)
Stranger in Paradise – Regie: Guido Hendrikx (Niederlande)

2018
Bergman – A Year In A Life (Bergman – Ett År Ett Liv) – Regie: Jane Magnusson (Schweden, Norwegen)
A Woman Captured – Regie: Bernadett Tuza-Ritter (Ungarn, Deutschland)
Of Fathers and Sons – Die Kinder des Kalifats – Regie: Talal Derki (Deutschland, Syrien, Libanon, Katar)
The Distant Barking Of Dogs – Regie: Simon Lereng Wilmont (Dänemark, Finnland, Schweden)
The Silence Of Others – Regie: Almudena Carracedo und Robert Bahar (Spanien, USA)
2019
Für Sama (For Sama) – Regie: Waad al-Kateab, Edward Watts (UK, USA)
Land des Honigs (Honeyland / Медена Земја) – Regie: Ljubomir Stefanov, Tamara Kotevska (Nordmazedonien)
Putins Zeugen (Свидетели Путина) – Regie: Witali Manski (Lettland, Schweiz, Tschechien)
Selfie – Regie: Agostino Ferrente (Frankreich, Italien)
The Disappearance of my Mother – Regie: Beniamino Barrese (Italien, USA)

## 2020er Jahre
2020
Kollektiv – Korruption tötet (Colectiv) – Regie: Alexander Nanau (Rumänien, Luxemburg)
Acasă, my Home – Regie: Radu Ciorniciuc (Rumänien, Deutschland, Finnland)
Eine Klinik im Untergrund – The Cave (The Cave) – Regie: Feras Fayyad (Syrien, Dänemark)
Gunda – Regie: Victor Kossakovsky (Norwegen, USA)
Ein Mädchen (Petite fille) – Regie: Sébastien Lifshitz (Frankreich)
Saudi Runaway – Regie: Susanne Regina Meures (Schweiz)

2021
Flee – Regie: Jonas Poher Rasmussen (Dänemark, Schweden, Frankreich, Norwegen)
Babi Yar. Context – Regie: Sergei Loznitsa (Niederlande, Ukraine)
Herr Bachmann und seine Klasse – Regie: Maria Speth (Deutschland)
The Most Beautiful Boy in the World – Regie: Kristina Lindström, Kristian Petri (Schweden)
Taming the Garden – Regie: Salomé Jashi (Schweiz, Deutschland, Georgien)

2022
Mariupolis 2 – Regie: Mantas Kvedaravičius (postum)
The Balcony Movie (Film balkonowy) – Regie: Paweł Łoziński
Girl Gang – Regie: Susanne Regina Meures
A House Made of Splinters – Regie: Simon Lereng Wilmont
The March on Rome (Marcia su Roma) – Regie: Mark Cousins

2023
Smoke Sauna Sisterhood (Savvusanna sõsarad) – Regie: Anna Hints
Apolonia, Apolonia – Regie: Lea Glob
Auf der Adamant (Sur l’Adamant) – Regie: Nicolas Philibert
Motherland – Regie: Hanna Badziaka und Alexander Mihalkovich
Olfas Töchter (Les filles d’Olfa) – Regie: Kaouther Ben Hania